# WR 25
WR 25 (HD 93162) es una estrella binaria en la turbulenta región de formación de estrellas de la nebulosa de la Quilla, a unos 6800 años luz de la Tierra. Está formada por una estrella de Wolf-Rayet y una compañera caliente luminosa y, forma parte del cúmulo abierto Trumpler 16. Su nombre proviene del Catálogo de Estrellas de Wolf-Rayet Galácticas.

## Espectro
WR 25 fue reconocida como una estrella de Wolf-Rayet en el siglo XIX, debido a su brillo y un espectro dominado por amplias líneas de emisión. El espectro contiene líneas de hidrógeno y, es intermedio entre una estrella clásica WN (Wolf-Rayet) y, una supergigante tipo O. Esto llevó a primeros informes de que se trataba de una estrella binaria, por ejemplo, una estrella WN7 más una estrella O7. También se ha descrito como WN7 + abs, (que significa una estrella de Wolf-Rayet con líneas de absorción de origen desconocido) y como WN6ha. Con la introducción de clasificaciones específicas para las estrellas calientes reducidas, a WR 25 se le asignó el tipo espectral O2.5If*/WN6. Esto reconoce la presencia de nitrógeno, la debilidad intrínseca de muchas líneas de emisión y, la presencia de algunas líneas de absorción de helio e hidrógeno. La clasificación representa una gradación fina de emisión más débil y emisión más fuerte que un tipo espectral WN6ha. No se ha podido detectar claramente alguna contribución de su compañera al espectro.

## Propiedades

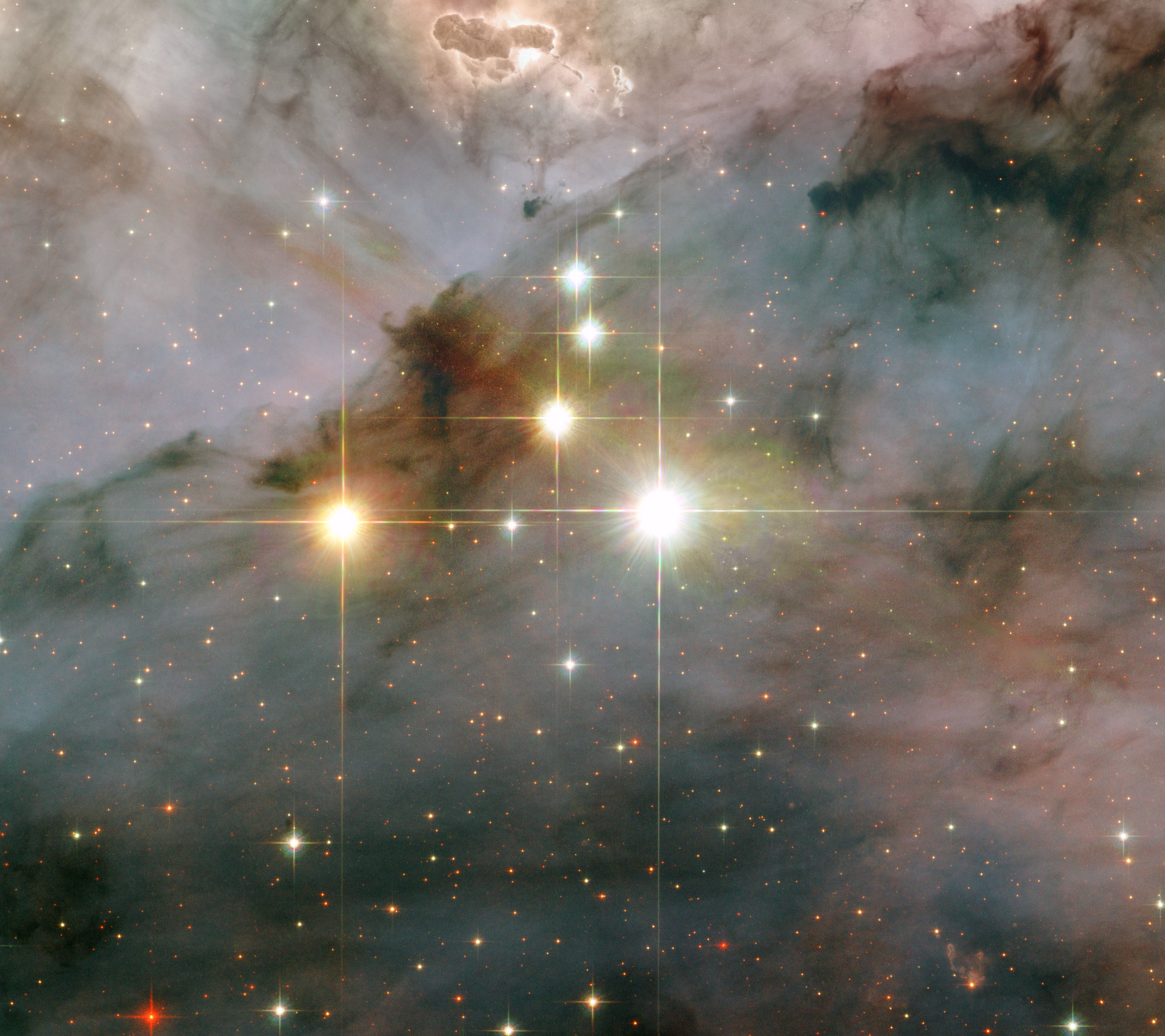
WR25 es la estrella más brillante de la imagen. La estrella naranja a la izquierda es un objeto en primer plano.

La estrella primaria del sistema WR25 es aproximadamente 2.4 millones de veces más brillante que el Sol, e ilumina el extremo meridional del cúmulo Trumpler 16. El modelo usado para derivar los parámetros estelares no es adecuado para su uso en sistemas binarios y, los autores señalan que la compañera contribuye con más del 15% de la luminosidad del sistema, por lo que la luminosidad es altamente incierta. Estimaciones anteriores basadas en mediciones del flujo ionizante, produjeron valores de aproximadamente 1.5 millones de veces el Sol, con estimaciones correspondientemente más bajas para otros datos físicos.
Se supone que la compañera es una estrella masiva joven, parecida a otras estrellas binarias WR+O, o WR+WR conocidas. Se ha reportado como una supergigante O4, pero las mediciones posteriores aún no son claras sobre su tipo espectral exacto. Los vientos estelares que colisionan entre dos estrellas luminosas tan calientes producen rayos X duros, lo que generó sospechas sobre el estado binario antes de que se detectara el período orbital de 208 días.
Aunque es muy luminosa, WR 25 está más allá de la visibilidad a simple vista debido a la fuerte extinción de nubes de polvo en la nebulosa y, porque gran parte de la radiación emitida está en el ultravioleta. Con una magnitud absoluta de -6.98, a una distancia de 1970 pársecs, sería visible a simple vista con una magnitud aparente de 4.49 si no se interpusiera nada en el camino, en lugar de los 8.80 reales. Ha sido observada en rayos X y en infrarrojo.
WR 25 se encuentra en el límite occidental del cúmulo abierto Trumpler 16, parte de Quilla OB1, una de las asociaciones estelares más largas en la Vía Láctea. Debido a su extrema luminosidad, afecta en gran medida su entorno estelar, visto en los delgados arcos largos y filamentos que se alejan de la estrella, incluida la nebulosa del Dedo.